# الصراع البيئي
الصراع البيئي هو صراع ناتج عن التدهور البيئي في سياق سوء إدارة الموارد البيئية. عادة ما يشارك العديد من الأطراف ، بما في ذلك المدافعون عن البيئة الذين يريدون حماية البيئة, وأولئك الذين يريدون أو يسيئون في إدارة البيئة لشيء آخر, عادة الصناعة الاستخراجية. قد يتسبب سوء إدارة الموارد البيئية في الإفراط في استخدام أو استخراج الموارد المتجددة (مثل الصيد الجائر أو إزالة الغابات) ، مما تسبب في إرهاق قدرة البيئة على الاستجابة للتلوث والمدخلات الأخرى ، أو تدهور مساحة المعيشة للبشر والطبيعة.
تركز هذه النزاعات في كثير من الأحيان على قضايا العدالة البيئية المتعلقة بحقوق السكان الأصليين ، وحقوق الفلاحين أو تهديدات لسبل العيش الأخرى ، مثل تلك الخاصة بالصيادين أو المجتمعات التي تعتمد على الموارد الطبيعية للمحيطات. يمكن أن يؤدي الصراع البيئي ، خاصة في السياقات التي نزحت فيها المجتمعات إلى خلق مهاجرين بيئيين أو خلافات جيوسياسية ، إلى تضخيم تعقيد النزاعات الأخرى أو العنف أو الاستجابة للكوارث الطبيعية.

## تواتر وأنواع النزاعات

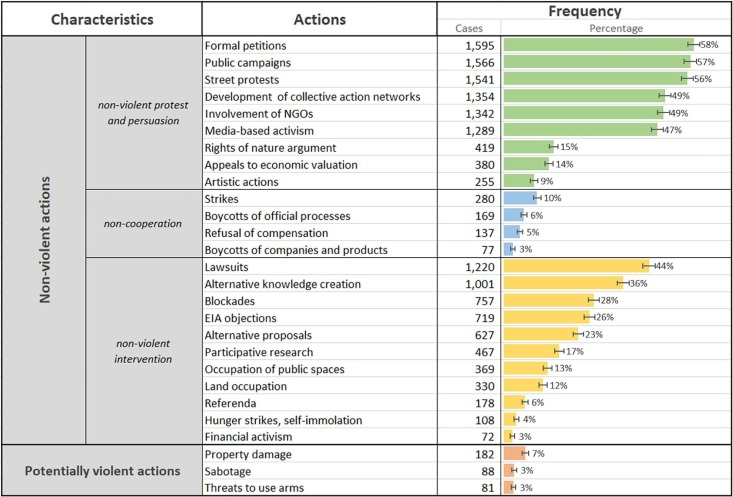
يستخدم المدافعون عن البيئة مجموعة واسعة من التكتيكات

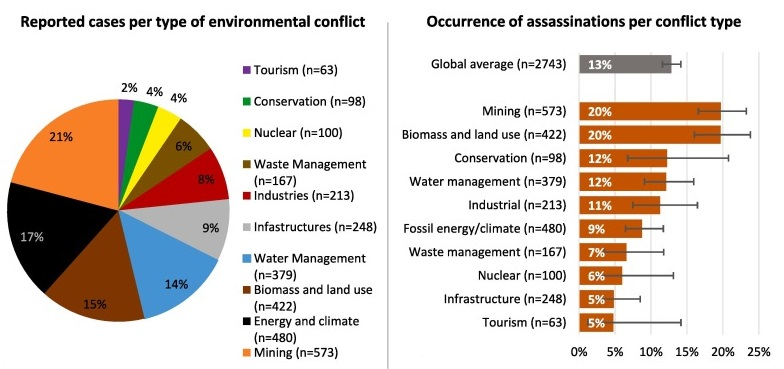
تقع معظم النزاعات البيئية في قطاعات التعدين والطاقة والتخلص من النفايات.

حددت ورقة عام 2020 ، الحجج والمخاوف من المدافعين عن البيئة في أكثر من 2743 من الصراعات الموجودة في أطلس العدالة البيئية (إجاتلاس). وجد التحليل أن التحدي الأكثر شيوعا للقطاعات الصناعية في النزاعات البيئية هي:
- قطاع التعدين بنسبه (21٪)
- قطاع الطاقة الأحفورية بنسبه (17٪)
- استخدامات الكتلة الحيوية والأراضي بنسبة (15٪)
- إدارة المياه بنسبه (14٪).[1]
- عمليات قتل المدافعون عن البيئة حدث في 13 ٪ من الحالات المبلغ عنها.[1]

كان هناك أيضًا اختلاف واضح في أنواع النزاعات الموجودة في البلدان ذات الدخل المرتفع والمنخفض، مع وجود المزيد من النزاعات حول الحفظ والكتلة الحيوية والأراضي وإدارة المياه في البلدان ذات الدخل المنخفض، ركزت نصف النزاعات تقريبًا على النفايات الإدارة والسياحة والطاقة النووية والمناطق الصناعية ومشاريع البنية التحتية الأخرى.
ووجدت الدراسة أيضًا أن معظم النزاعات تبدأ مع الجماعات المحلية المنظمة ذاتيًا للدفاع ضد الانتهاك ، مع التركيز على التكتيكات غير العنيفة.
يتم تجريم حماة المياه والمدافعين عن الأراضي الذين يركزون على الدفاع عن حقوق السكان الأصليين بمعدل أعلى بكثير من النزاعات الأخرى.

## حل النزاعات
يركز مجال متميز لحل النزاعات يسمى حل النزاعات البيئية ، على تطوير طرق تعاونية لتخفيف حدة النزاعات البيئية وحلها. كمجال للممارسة ، يركز الأشخاص الذين يعملون في حل النزاعات على التعاون وبناء توافق الاراء بين أصحاب المصلحة. ووجد تحليل لعمليات التسوية هذه أن أفضل مؤشر على الحل الناجح هو التشاور الكافي مع جميع الأطراف المعنية.

## نقد
ينتقد بعض العلماء التركيز على الموارد الطبيعية المستخدمة في وصف الصراع البيئي. غالبا ما تركز هذه الأساليب على تسويق البيئة الطبيعية التي لا تعترف بالقيمة الأساسية بيئة صحية.